# Аида (сериал)
Аида (на испански: Aída) е испански телевизионен сериал.
Аида Гарсия е съвсем обикновена испанска жена на средна възраст, без образование, самотна майка на три деца, която е напуснала дома на родителите си на 16 г. и е тръгнала по белия свят да търси щастието си. Името на главната героиня е заимствано от едноименната опера на Верди за етиопската принцеса-робиня.
Аида Гарсия също е робиня – на децата си, на майка си, на работодателя си, на обстоятелствата, на своенравния си дух, на темпераментния си характер, на женската си съдба. Тя е била сервитьорка, чистачка, продавачка на билети... 

## Промени в сериала
Настъпват промени в сезон 6, когато Аида влиза в затвора за непредумишлено убийство, тъй като Кармен Мачи напуска за да резлизира нови проекти. Малко преди това в сериала са представени най-възрастната дъщеря на Аида, за която дотогава само се е говорило – Сорая (Мирен Ибаргурен) и нейната дъщеря Аидита (Сансеверина Лазар). Маурисио става по-добър, когато се влюбва в Сорая. Джонатан навлиза в пубертета. Освалдо и Тони получават повече внимание.

## Актьорски състав

### Главни герои
- Луис-Мариано Гарсия (Луисма) (Пако Леон) (сезон 1 – 10) – Успява да се пребори с наркоманията си, минава за леко глуповат, но страшно забавен с наивността си.

- Еухения Гарсия (Марисол Аюсо) (сезон 1 – 10) – 65-годишна с наднормено тегло вдовица. Тя е майка на Аида и Луисма. Била е кабаретна певица и е известна като „Бим-Бам-Бум“.

- Сорая Гарсия (Мирен Ибаргурен) (сезон 6 – 10) – Голямата дъщеря на Аида. Тя се бяга от дома си, когато е на 18 години, поради постоянно алкохолизма на майка си. Тя се присъединява към сериала в шестия сезон.

- Джонатан Гарсия (Давид Кастийо) (сезон 1 – 10) – 16-годишния син на Аида, най-малкото дете. Далеч от това да е идеалния син, Джонатан е с дълга коса, носи една обица, неуважителен и краде.

- Хосе-Мария Мартинес (Чема) (Пепе Виюела) (сезон 1 – 10) – 45-годишен плешив, разведен мъж. Той е собственик на кварталния магазин „La Colonial“. Чема е интелигентен, образован човек, но въпреки че има диплома по испанска филология, той не може да си намери работа. Приятел на Аида от дете.

- Фидел Мартинес (Едуардо Казанова) (сезон 1 – 10) – 16-годишният син на Чема. Той е донякъде аутсайдер в квартала с неговата интелигентност, познанията си за почти всичко, неговите хобита (танци и живопис), и е много женствен. Той има малко приятели, но Джонатан е един от тях. Фидел е открит гей.

- Пас Бермехо (Мелани Оливарес) (сезон 1 – 10) – Най-добрата приятелка на Аида още от детството. Тя работи тайно като проститутка в продължение на 10 години поради липса на по-добра работа.

- Виктор Франсиско (Барахас) (Канко Родригез) (сезон 1 – 10) – Най-добрия приятел на Луисма. Бивш наркоман като него.

- Маурисио Колменеро (Мариано Пеня) (сезон 1 – 10) – 50-годишен мъж. Носител на някои от най-нежеланите черти в един мъж: шовинист, фашист, експлоататор, извратен, ксенофоб и хомофоб. Той е голям фен на Бърт Рейнолдс. За това барът му се нарича „Бар Рейнолдс“. Той обича да се подиграва на другите хора, особено Чема. Както и на един от неговите служители, Освалдо Венсеслао, когото той нарича „Мачу Пикчу“.

- Антонио Колменеро (Тони) (Секун де ла Роса) (сезон 2 – 10) – Малкият брат на Маурисио. Тони е открит гей.

- Освалдо Венсеслао Виталкохе де Тодос лос Сантос (Мачу Пикчу) (Оскар Рейес) (сезон 2 – 10) – Еквадорец, сервитьор в бар „Рейнолдс“.

- Инмаколада Колменеро (Маку) (Пепа Рус) (сезон 4 – 10) – Племенница на Маурисио.

- Аиноа Диаз Серано (Мануела Веласко) (сезон 9 – 10) – Гадже на Луисма.

### Второстепенни герои
- Хосе Даниел (Мекос) (сезон 2 – 10) – приятел на Джонатан от квартала.
- Херман Хофман (сезон 3 – 10) – приятел на Фидел.
- Аида Падиля Гарсия (Аидита) (сезон 6 – 10) – дъщеря на Сорая и внучка на Аида.
- Едуардо Састе (сезон 8 – 10) – съпруг на Паз.
- Еуалия (сезон 9 – 10) (Мариано Пеня) – майка на Маурисио.

### Бивши герои
- Аида Гарсия (Кармен Мачи) (сезон 1 – 6; сезон 9) – 45-годишна, разведена жена. Тя е ниска, с висок глас. Има три деца и работи предимно като чистачка. Обвинена в убийство и влиза в затвора. Завръща се за кратко и бяга от полицията в Куба.

- Лорена Гарсия (Ана Мария Полвороса) (сезон 1 – 9) – 20-годишната дъщеря на Аида, която се интересува повече как да изкара някое и друго евро вместо да си губи времето с учение. Заминава за Маями с музиканта Карлос Бауте за да се занимава с музика.

## „Аида“ в България
В България сериалът започна излъчване на 6 април 2010 г. по bTV Comedy, дублиран на български. Излъчен е до шести сезон всеки делничен ден от 20:00 до 21:00. С повторения от 12:00 - всеки делник. От август 2012 г. отново е излъчван в България всеки ден от 18:00 с повторения в 12:00. В дублажа участват Даринка Митова и Ася Братанова.

## Излъчване
| Сезони | Епизоди | Премиера          | Финал            | Средно зрители    |
| ------ | ------- | ----------------- | ---------------- | ----------------- |
| 1      | 13      | 16 януари 2005    | 24 април 2005    | 5 764 000 (32,1%) |
| 2      | 14      | 11 септември 2005 | 18 декември 2005 | 5 365 000 (30,1%) |
| 3      | 14      | 14 май 2006       | 1 октомври 2006  | 3 980 000 (27,6%) |
| 4      | 16      | 7 януари 2007     | 22 април 2007    | 5 117 000 (27,9%) |
| 5      | 26      | 2 декември 2007   | 15 юни 2008      | 5 709 000 (30,8%) |
| 6      | 27      | 14 декември 2008  | 21 юни 2009      | 4 282 000 (22,3%) |
| 7      | 15      | 4 април 2010      | 18 юли 2010      | 3 286 000 (18,2%) |
| 8      | 28      | 5 септември 2010  | 24 април 2011    | 3 151 000 (16,5%) |
| 9      | 46      | 30 октомври 2011  | 1 декември 2012  | 3 411 000 (16,9%) |
| 10     | 38      | 15 септември 2013 | 8 юни 2014       | 2 766 000 (14,2%) |
| Общо   | 237     | 2005              | 2014             | 4 283 000 (23,7%) |

| Държава  | Премиера | Канал        | Заглавие                |
| -------- | -------- | ------------ | ----------------------- |
| Испания  | 2005     | Telecinco    | Aída                    |
| Мексико  | 2007     | TV Azteca    | Aída                    |
| Чили     | 2008     | TVN          | Aída – Adaptación Local |
| България | 2010     | bTV Comedy   | Аида                    |
| Еквадор  | 2012     | Teleamazonas | Aída – Adaptación Local |
| Полша    | 2012     | Polonia      | Aída – Adaptación Local |